# 4123 Tarsila
4123 Tarsila là một tiểu hành tinh vành đai chính với chu kỳ quỹ đạo là 1740.9847939 ngày (4.77 năm).
Nó được phát hiện ngày 27 tháng 8 năm 1986.